# Grand Prix automobile de Grande-Bretagne 1988

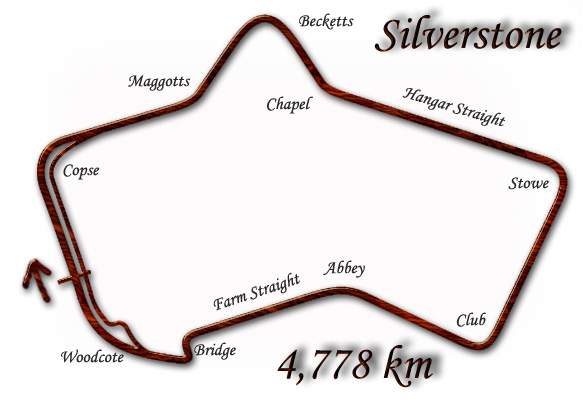
Tracé du circuit de Silverstone pour la saison 1988

Résultats du Grand Prix automobile de Grande-Bretagne de Formule 1 1988 qui a eu lieu sur le circuit de Silverstone le 10 juillet 1988.

## Classement
| Pos. | No | Pilote             | Écurie               | Tours | Temps/Abandon                      | Grille | Points |
| ---- | -- | ------------------ | -------------------- | ----- | ---------------------------------- | ------ | ------ |
| 1    | 12 | Ayrton Senna       | McLaren-Honda        | 65    | 1 h 33 min 16 s 367 (199,782 km/h) | 3      | 9      |
| 2    | 5  | Nigel Mansell      | Williams-Judd        | 65    | + 23 s 344                         | 11     | 6      |
| 3    | 19 | Alessandro Nannini | Benetton-Ford        | 65    | + 51 s 214                         | 8      | 4      |
| 4    | 15 | Mauricio Gugelmin  | March-Judd           | 65    | + 1 min 01 s 113                   | 5      | 3      |
| 5    | 1  | Nelson Piquet      | Lotus-Honda          | 65    | + 1 min 20 s 835                   | 7      | 2      |
| 6    | 17 | Derek Warwick      | Arrows-Megatron      | 64    | + 1 tour                           | 9      | 1      |
| 7    | 18 | Eddie Cheever      | Arrows-Megatron      | 64    | + 1 tour                           | 13     |        |
| 8    | 6  | Riccardo Patrese   | Williams-Judd        | 64    | + 1 tour                           | 15     |        |
| 9    | 28 | Gerhard Berger     | Ferrari              | 64    | + 1 tour                           | 1      |        |
| 10   | 2  | Satoru Nakajima    | Lotus-Honda          | 64    | + 1 tour                           | 10     |        |
| 11   | 36 | Alex Caffi         | Scuderia Italia-Ford | 64    | + 1 tour                           | 21     |        |
| 12   | 33 | Stefano Modena     | Eurobrun-Ford        | 64    | + 1 tour                           | 20     |        |
| 13   | 29 | Yannick Dalmas     | Larrousse-Ford       | 63    | + 2 tours                          | 23     |        |
| 14   | 30 | Philippe Alliot    | Larrousse-Ford       | 63    | + 2 tours                          | 22     |        |
| 15   | 23 | Pierluigi Martini  | Minardi-Ford         | 63    | + 2 tours                          | 19     |        |
| 16   | 4  | Julian Bailey      | Tyrrell-Ford         | 63    | + 2 tours                          | 24     |        |
| 17   | 27 | Michele Alboreto   | Ferrari              | 62    | Panne d'essence                    | 2      |        |
| 18   | 25 | René Arnoux        | Ligier-Judd          | 62    | + 3 tours                          | 25     |        |
| 19   | 21 | Nicola Larini      | Osella               | 60    | Panne d'essence                    | 26     |        |
| Abd. | 20 | Thierry Boutsen    | Benetton-Ford        | 38    | Transmission                       | 12     |        |
| Abd. | 16 | Ivan Capelli       | March-Judd           | 34    | Alternateur                        | 6      |        |
| Abd. | 11 | Alain Prost        | McLaren-Honda        | 24    | Retrait volontaire                 | 4      |        |
| Abd. | 3  | Jonathan Palmer    | Tyrrell-Ford         | 14    | Moteur                             | 17     |        |
| Abd. | 22 | Andrea De Cesaris  | Rial-Ford            | 9     | Embrayage                          | 14     |        |
| Abd. | 14 | Philippe Streiff   | AGS-Ford             | 8     | Châssis                            | 16     |        |
| Abd. | 24 | Luis Pérez-Sala    | Minardi-Ford         | 0     | Collision                          | 18     |        |
| Nq.  | 32 | Oscar Larrauri     | Eurobrun-Ford        |       | Non qualifié                       |        |        |
| Nq.  | 9  | Piercarlo Ghinzani | Zakspeed             |       | Non qualifié                       |        |        |
| Nq.  | 26 | Stefan Johansson   | Ligier-Judd          |       | Non qualifié                       |        |        |
| Nq.  | 10 | Bernd Schneider    | Zakspeed             |       | Non qualifié                       |        |        |
| Npq. | 31 | Gabriele Tarquini  | Coloni-Ford          |       | Non préqualifié                    |        |        |

## Pole position et record du tour
- Pole position : Gerhard Berger en 1 min 10 s 133 (vitesse moyenne : 245,260 km/h).
- Meilleur tour en course : Nigel Mansell en 1 min 23 s 308 au 48e tour (vitesse moyenne : 206,472 km/h).

## Tours en tête
- Gerhard Berger : 13 (1-13)
- Ayrton Senna : 52 (14-65)

## À noter
- 10e victoire pour Ayrton Senna.
- 63e victoire pour McLaren en tant que constructeur.
- 35e victoire pour Honda en tant que motoriste.